# Giovanni Pietro Spazio

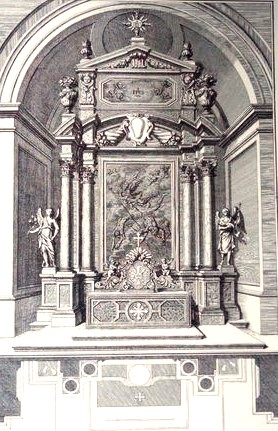
Hl. Michael-Altar in der Stiftskirche Klosterneuburg, Planskizze des Bildhauers Johann Peter Spaz von 1690

Giovanni Pietro Spazio (auch Johann Peter Spatz, Johann Peter Spaz. * in Lanzo d’Intelvi, Lombardei; † 1695 in Linz) war ein oberösterreichischer Stuckateur und Bildhauer des Barock.

## Leben

### Familie
Der Historiker Harry Kühnel hat 1968 das archivalische Material über die Künstlerfamilie Spaz (Spazio) zusammengestellt, er zählt diesen Johann Peter als II., dies ist die Grundlage dieser Arbeit,

### Linzer Bürger
1660 erwarb Johann Peter Spaz das Haus Hebenstreit-Haus (heute Altstadt 14). 1685 erfolgte ein Hauskauf um 3.000 fl in die Altstadt 1.

## Werke (Auswahl)

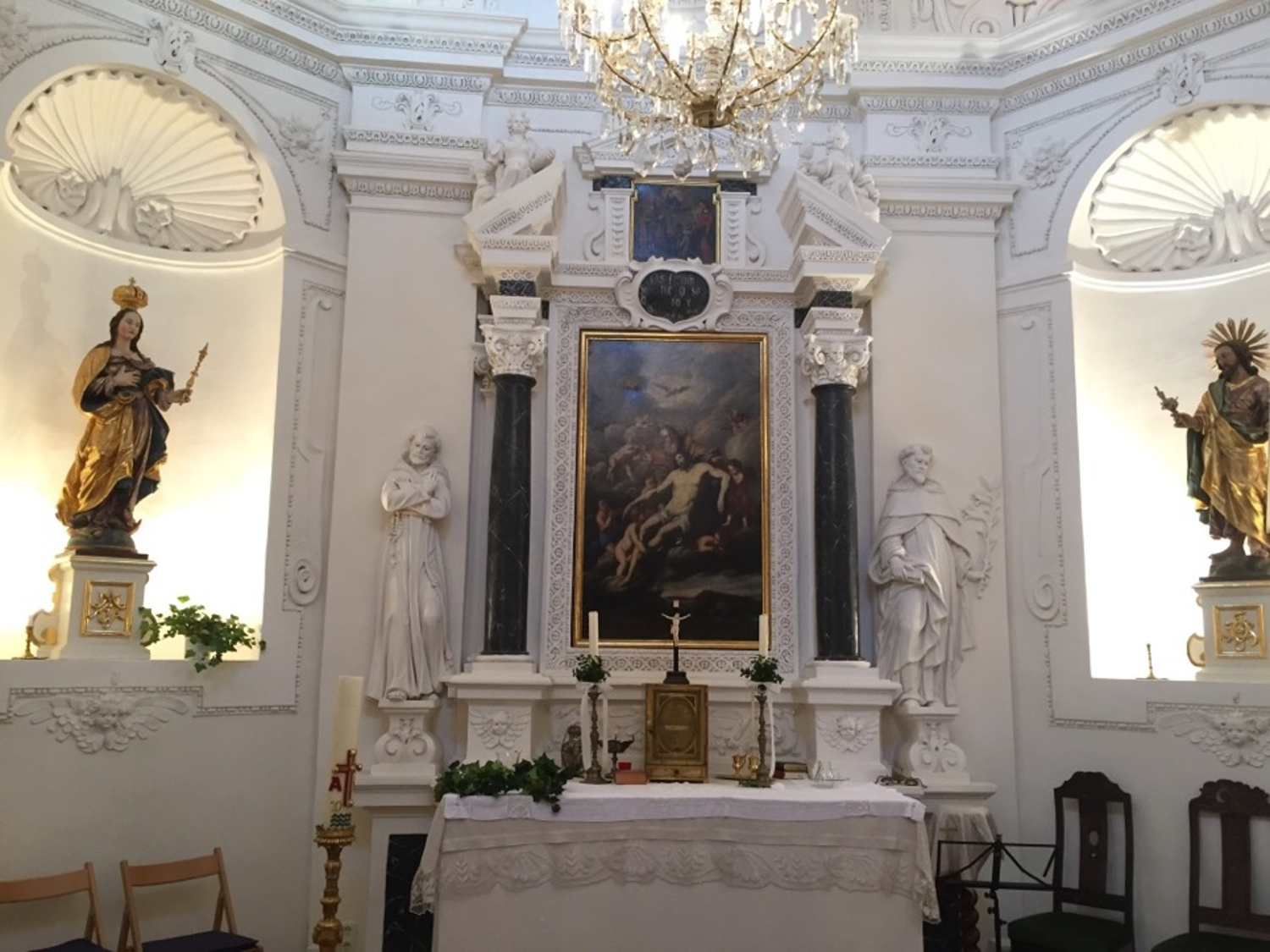
Schlosskapelle Mitterberg Altar u. Statuen Frühwerk des Stuckateurs und Bildhauers

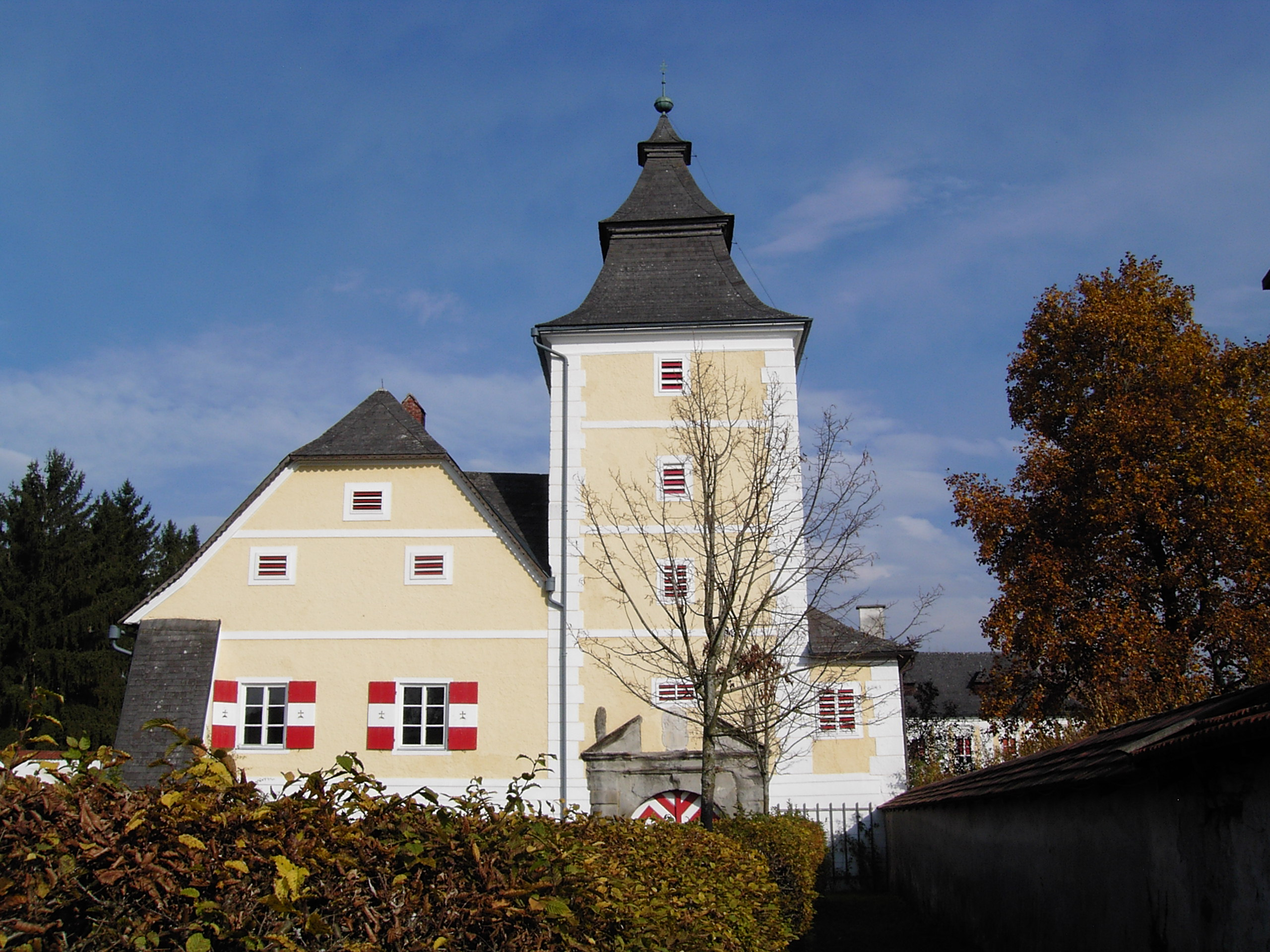
Schloss Feyregg in Pfarrkirchen bei Bad Hall

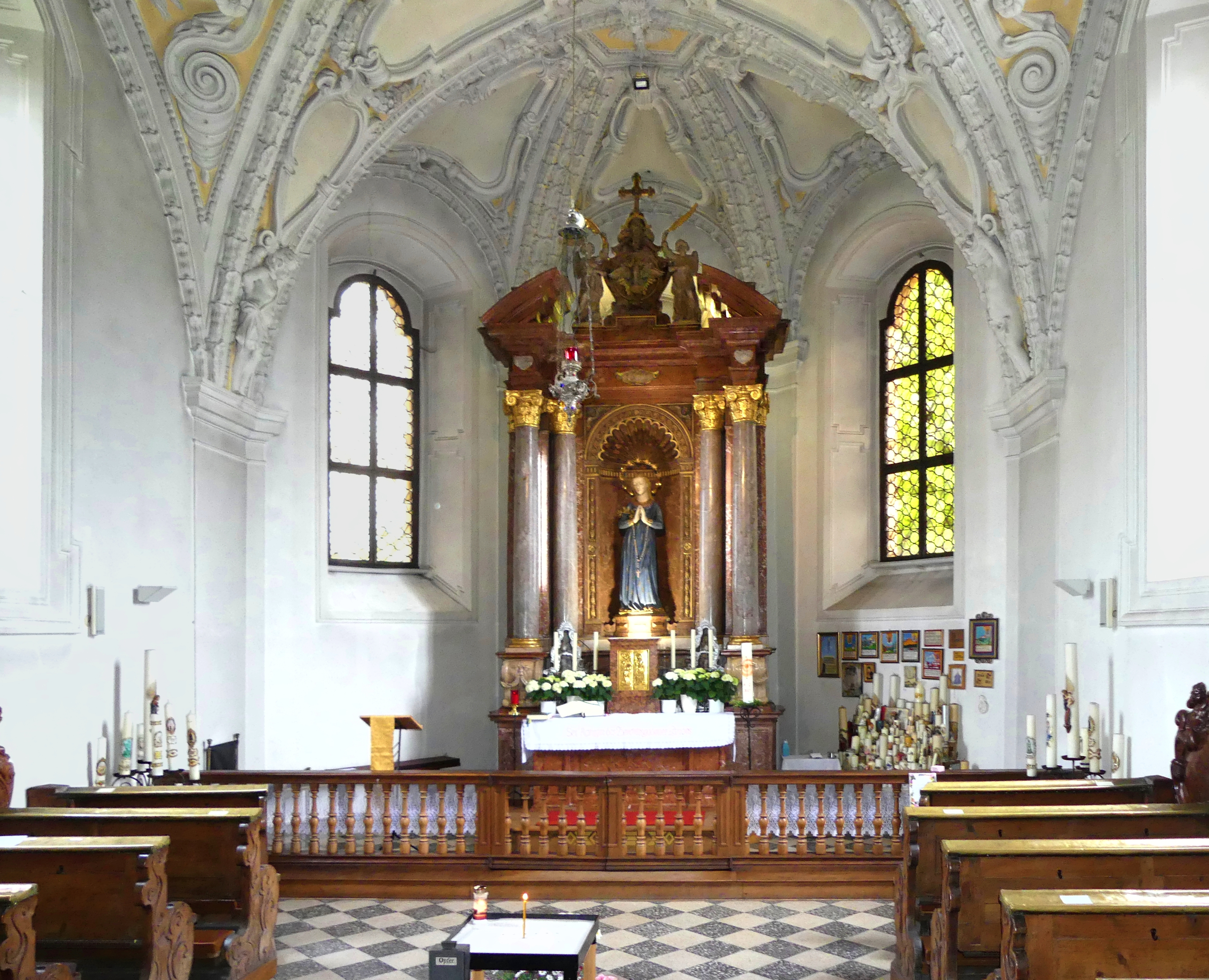
Gnadenkapelle ‚Maria am Anger‘, Berchtesgaden

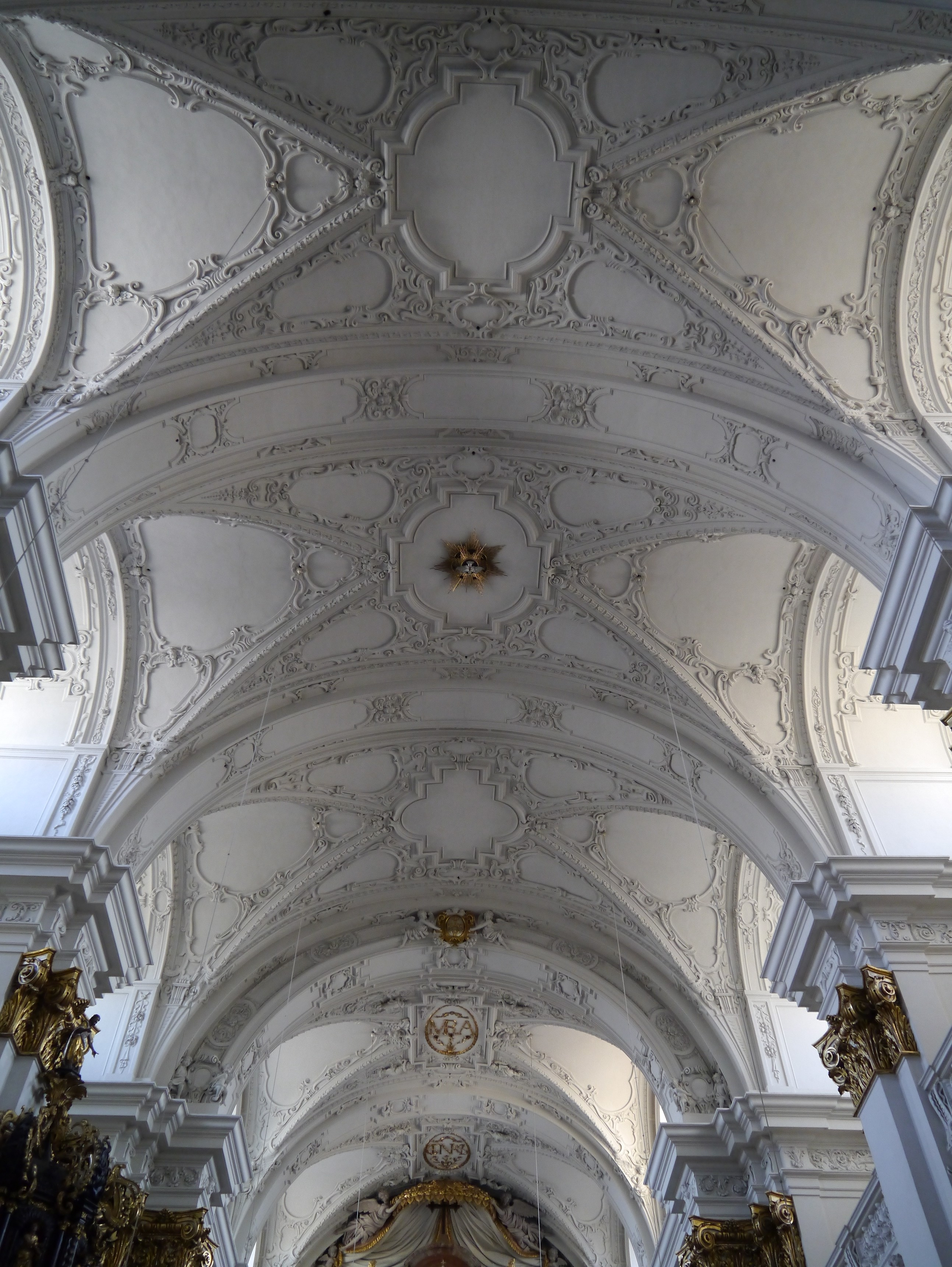
Alter Dom Linz Stuckdecke

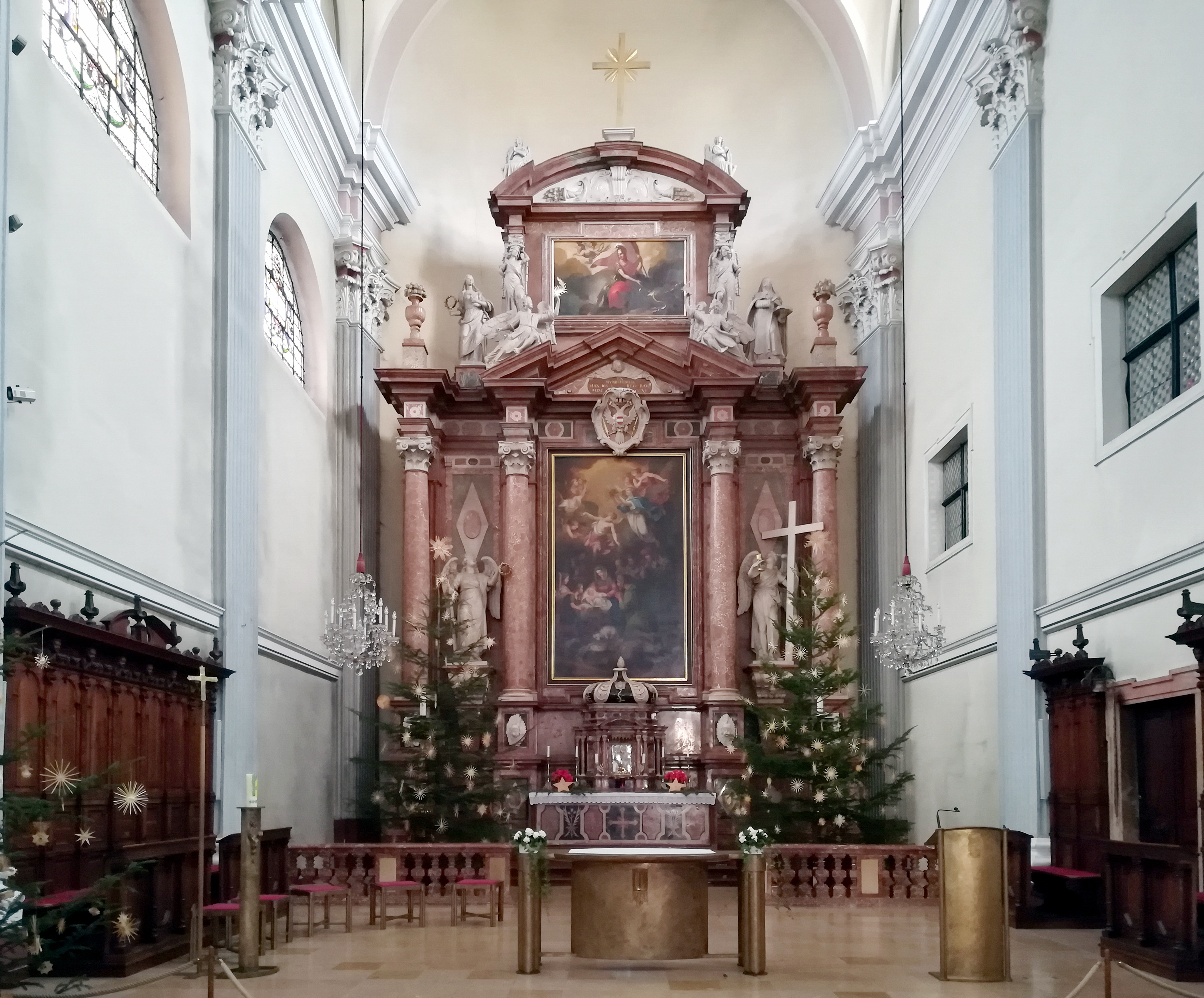
1677 Hochaltar Karmeliterkirche Regensburg, 1814 Pfarrkirche Schärding

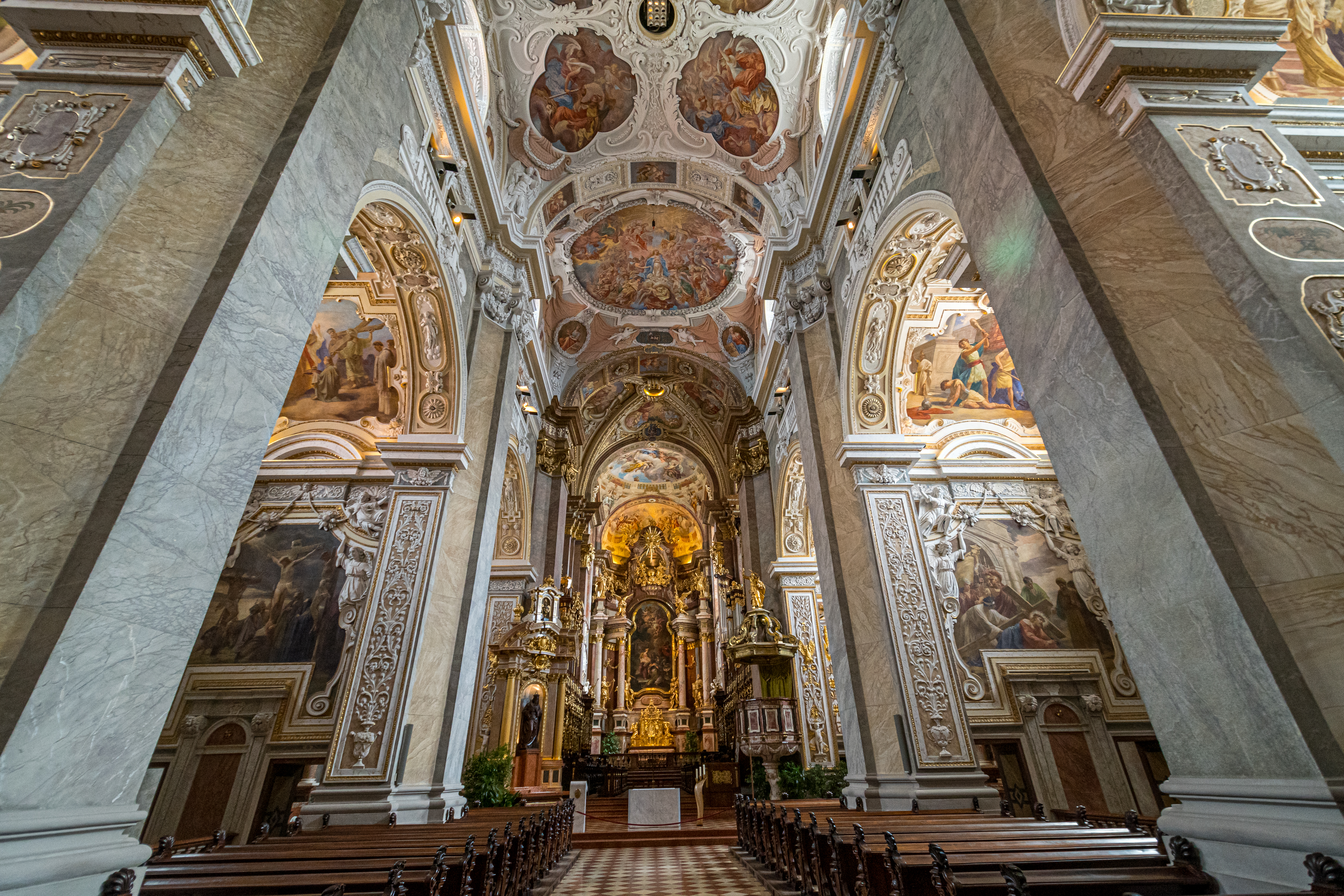
Stift Klosterneuburg, Blick in die Seitenkapellen

### Oberösterreich

#### Schlosskapelle Mitterberg
Schloss Mitterberg wurde 1969 abgetragen, nur die Schlosskapelle blieb stehen. Durch die Restaurierung der qualitätsvollen Stuck- und Bildhauerarbeiten an Gewölbe, Altar und Figuren zeigten sich Frühwerke von Johann Peter Spaz.

#### Schloss Feyregg im Bez. Steyr-Land
1629 erwarb das Stift Spital am Pyhrn Schloss Feyregg und bauten es zur Sommerresidenz ihrer Pröpste aus. Die Repräsentationsräume wurden 1657 mit Stuckdecken von Johann Peter Spatz ausgestattet. Zwischen 1717 und 1733 wurde dieser Bau vom Linzer Baumeister Johann Michael Prunner umgestaltet.

#### Stift Kremsmünster
1669 hat er im Stift Kremsmünster das Marmorportal am Brückenturm geschaffen und mit Statuen geschmückt. / 1674 Stuckaturen in der Schatzkammer und beiden Sakristeien. / 1676 Marienkapelle mit Giovanni Battista Mazza.

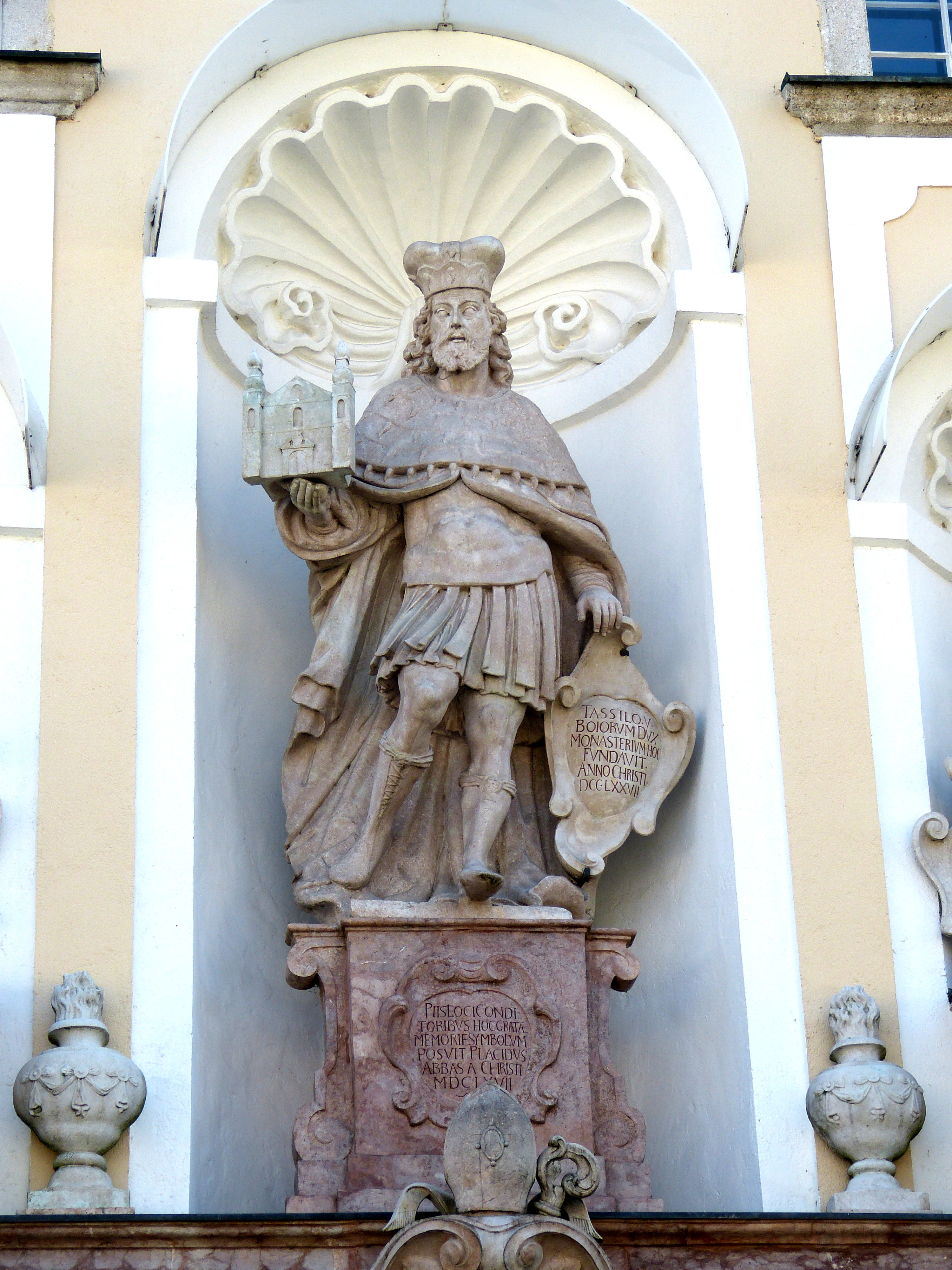
Tassilo
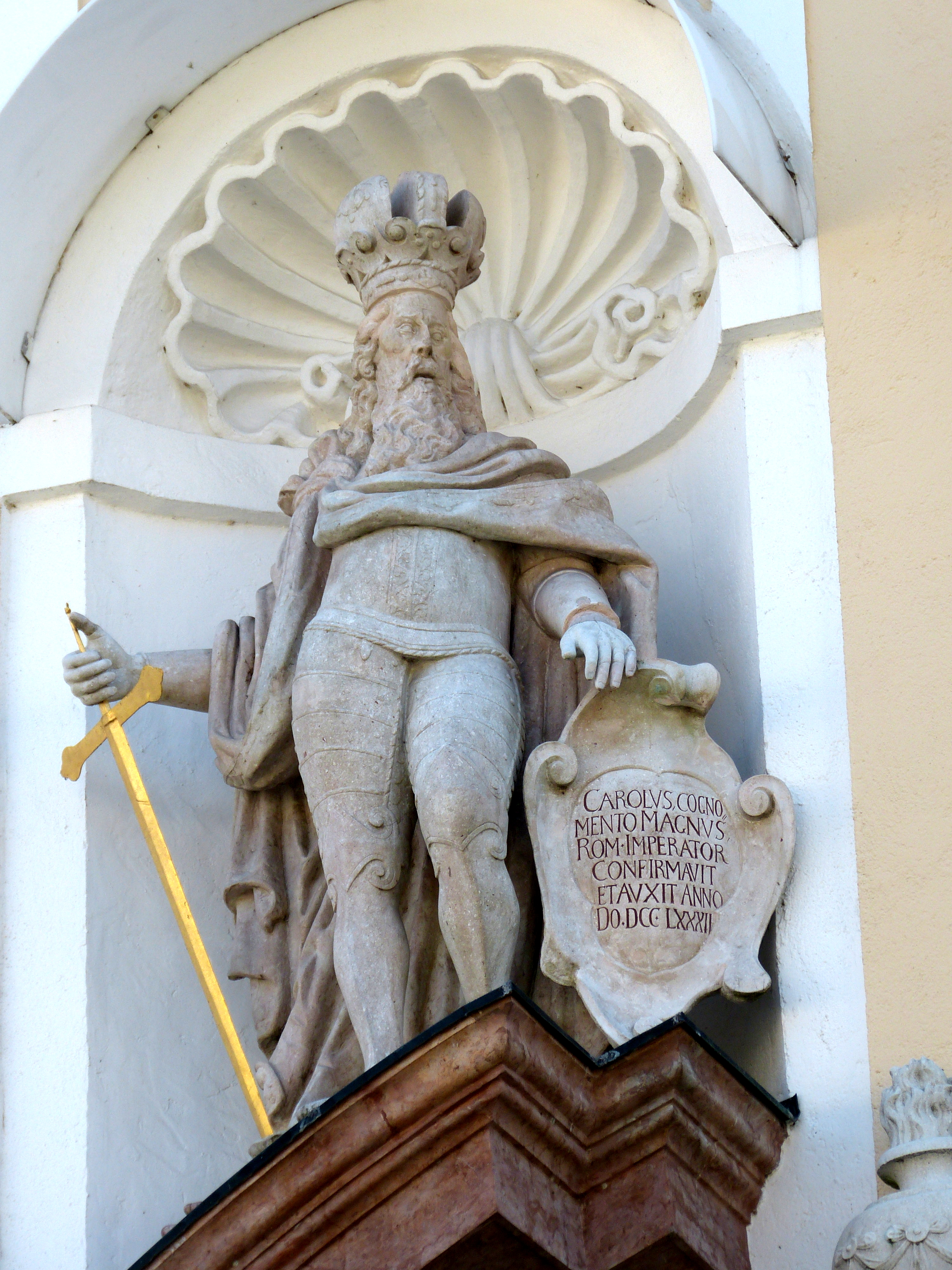
Karl der Große
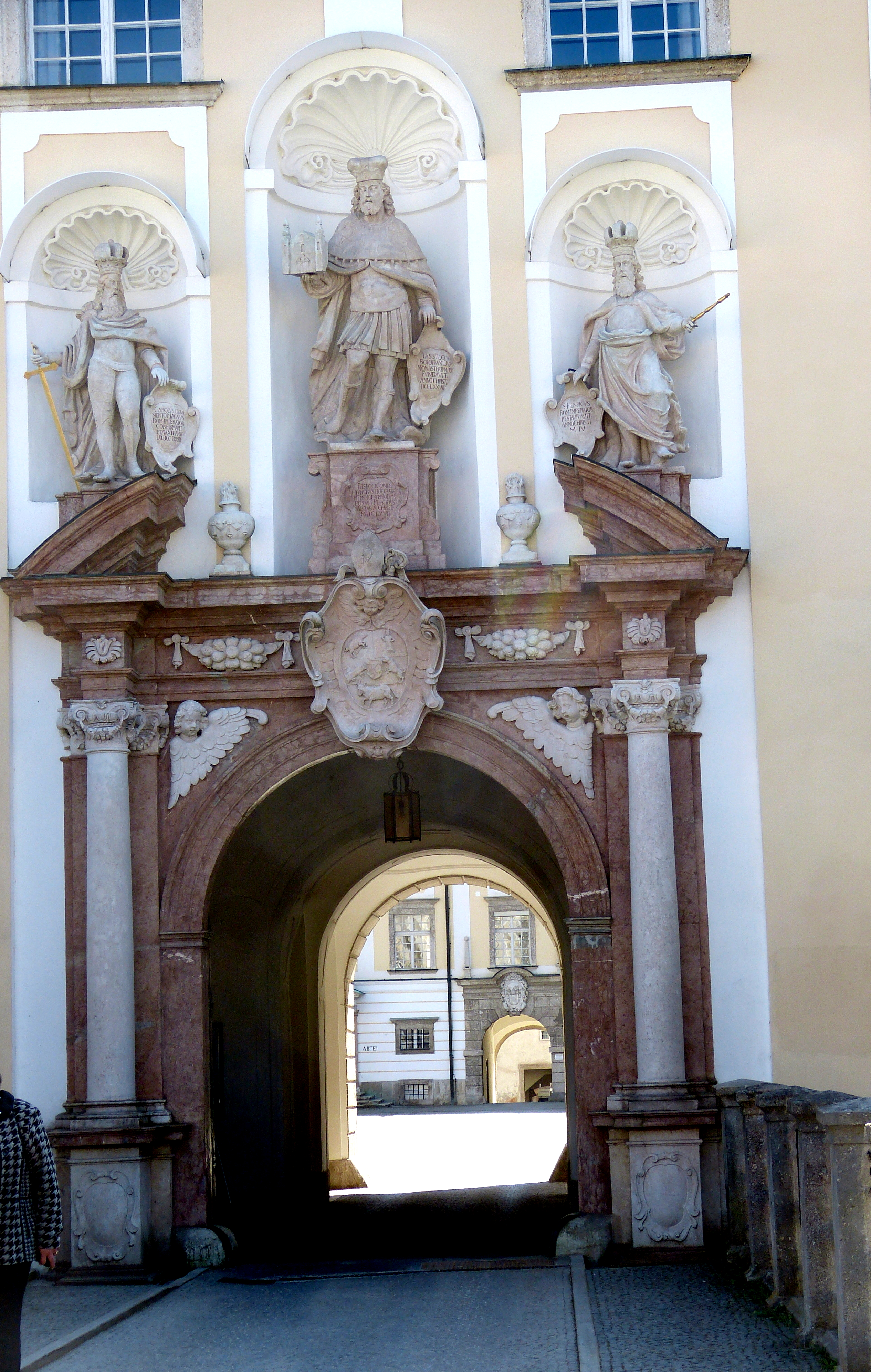
Stift Kremsmünster, Brückentor
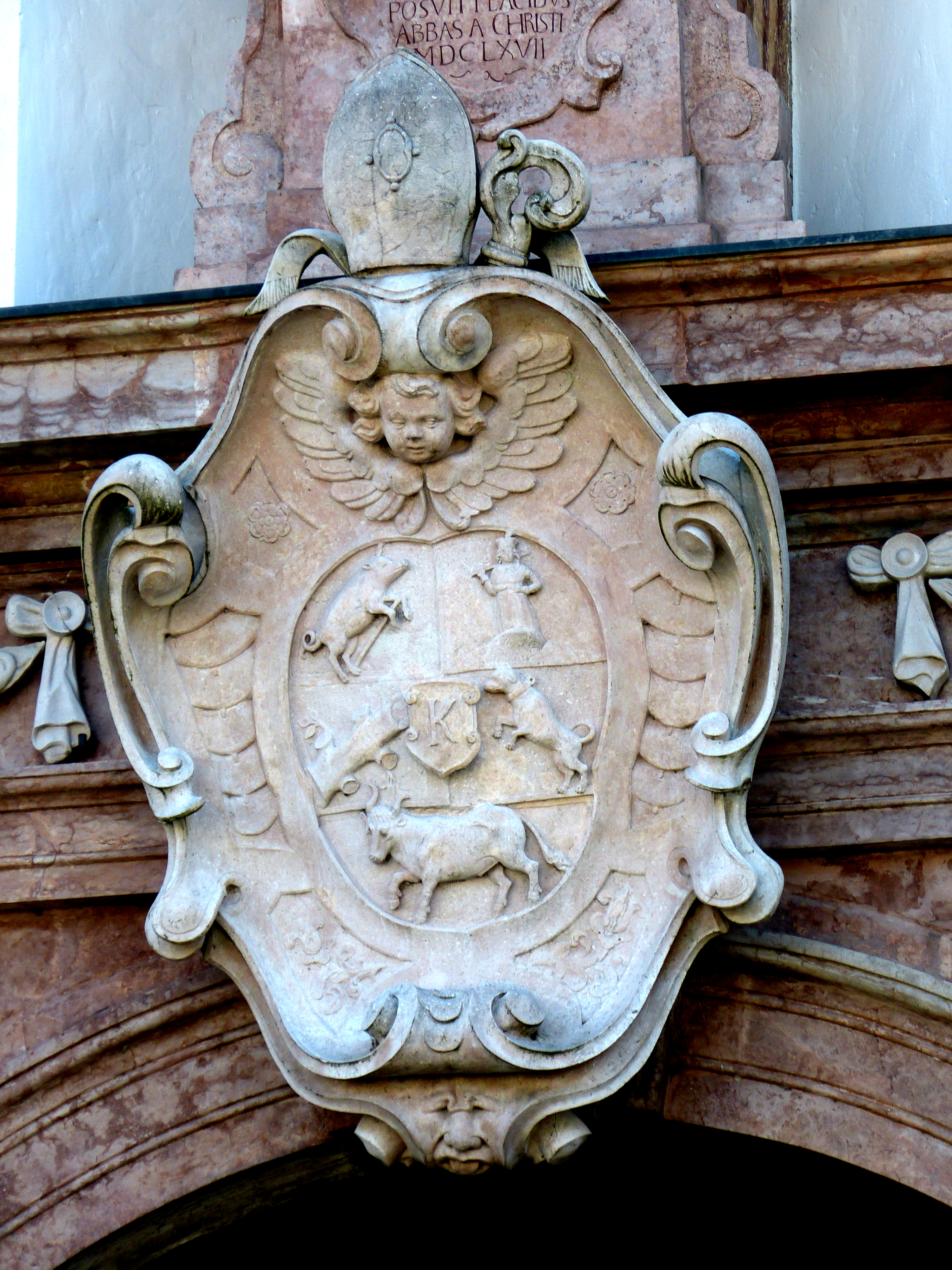
Wappen Abt Placidus Buechauer

- Epitaph für Abt Placidus Buechauer († 1669)[7]
- 1676 bekamen beide Künstler, Spaz und Mazza im Stift Kremsmünster für die ausgezeichneten Stuckverzierungen (Zitat) in der Schatzkammer des Stiftes 350 fl
- im selben Jahr folgten noch einige Zimmer und die Prälatenkapelle
- 1677 stuckierte Spaz die von Carlo Antonio Carlone neu erbaute Marienkapelle im Stift.

#### Alter Dom St. Ignatius Linz
Im Alten Dom wurde für die Stuckierung von Chor und Seitenkapellen, von Gewölben und Emporen Meister Johann Peter Spaz mit seiner Werkstätte 1676–1678 beauftragt.

#### Linzer Landhaus
1672 hat er auch am Linzer Landhaus gearbeitet. Die künstlerische Ausgestaltung des Steinernen Saales, in dem jetzt die Landtagssitzungen abgehalten werden, erfolgte 1672/73.

#### Florianer Stiftshaus in Linz
Propst Leopold vom Stift St. Florian ließ 1615 bis 1618 von Baumeister Mark Martin Spaz ein neues Stiftshaus in Linz errichten. Im Tafelzimmer (Erkerzimmer) ist eine Stuckdecke von 1675 erhalten.

#### Kremsmünster Stiftshaus in Linz
Das Stift Kremsmünster ließ ihr Stiftshaus in der Linzer Innenstadt im Renaissancestil neu errichten, Baumeister war Marc Martin Spaz. Für die Stuckierungen erhielt Johann Peter Spaz im Jahre 1677 550 fl.

#### Ehem. Stiftskirche Garsten
Für die Pfarrkirche Garsten, der ehemaligen Benediktiner-Abtei in Garsten gestaltete er 1682 zwei Säulen aus Salzburger Marmor, die den Musikchor tragen sollen. Bezahlung 100 fl.

### Salzburg

#### Hofstallkaserne Salzburg
1664 Portal der ehemaligen Hofstallkaserne, heutiges Salzburger Festspielhaus mit Wappen des Erzbischofs Guidobald Thun und Inschrift auf den Erbauer, Linzer Bildhauer Spatz.
1668 wurde er berufen, um einige Zimmer in der Abtei St. Peter mit Stuck zu dekorieren.

#### Lange Galerie der Erzabtei St. Peter in Salzburg
Der Galeriegang gehörte bis 1810 zur fürsterzbischöflichen Residenz. Das Kreuzgratgewölbe wurde mit Stuckaturen von Spaz geschmückt.

### Bayern

#### Franziskanerkirche Berchtesgaden Gnadenkapelle
1668/69 erfolgte an der Ostseite der Kirche in Berchtesgaden der Bau einer Gnadenkapelle. Der Bau, die Stuckierung und der Marmoraltar durch Meister Peter Johann Spaz aus Linz.

#### Schloss Neuburg am Inn, Landkreis Passau, Barockgarten
Für den Barockgarten von Schloss Neuburg am Inn schuf er 1675 Doppel Ecce Homo und Eva-Figur.

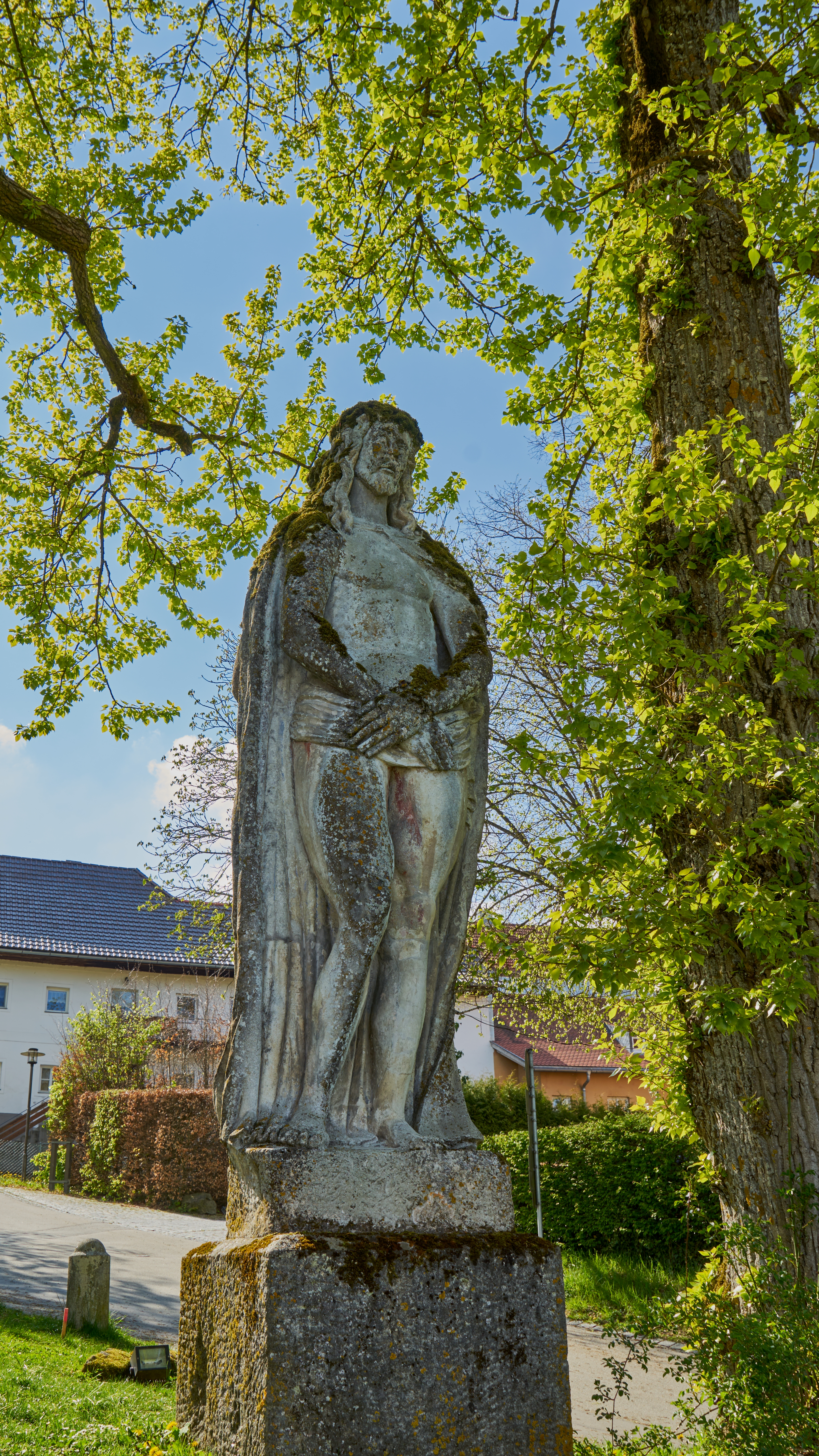
Ecce-Homo
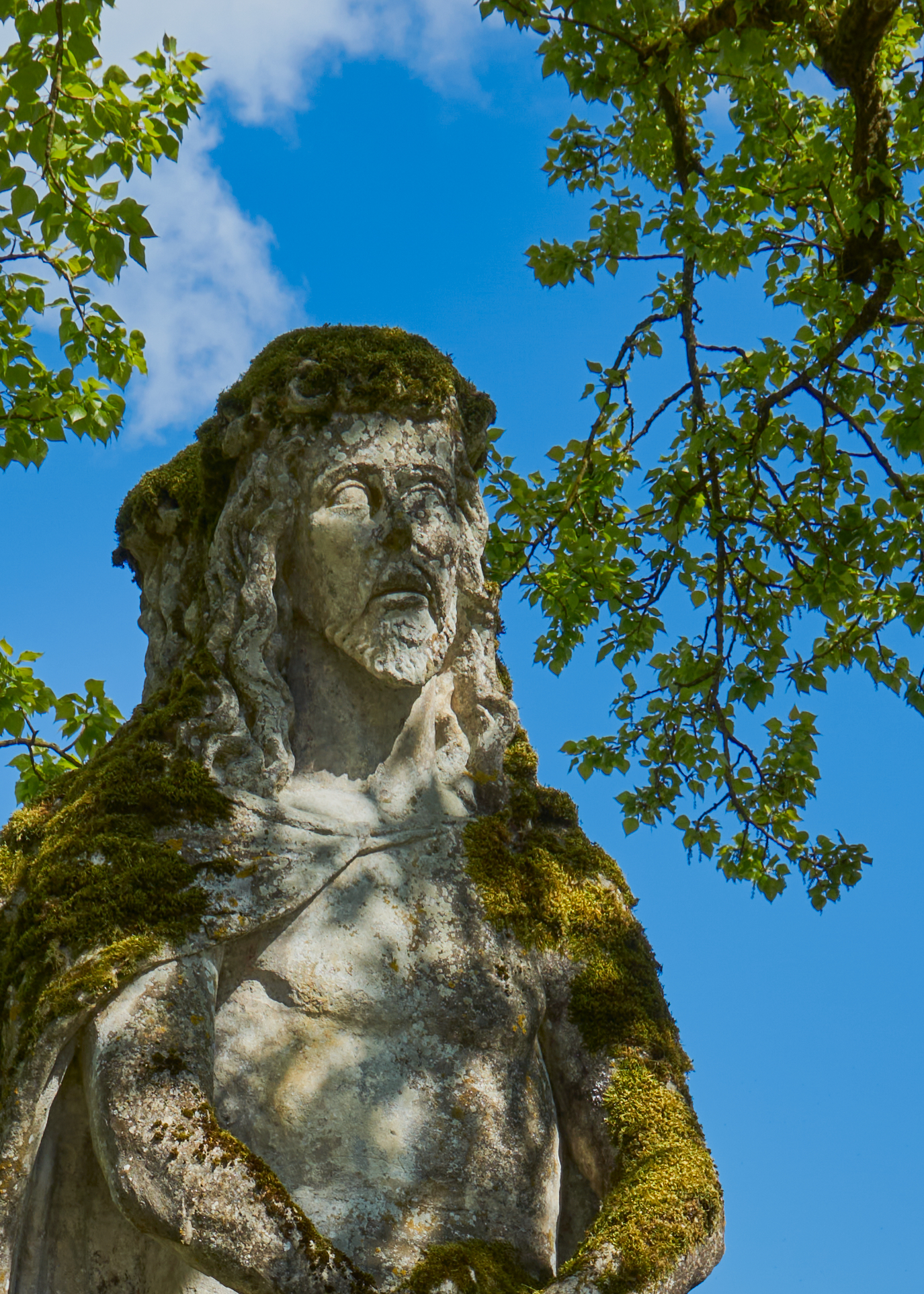
Ecce-homo
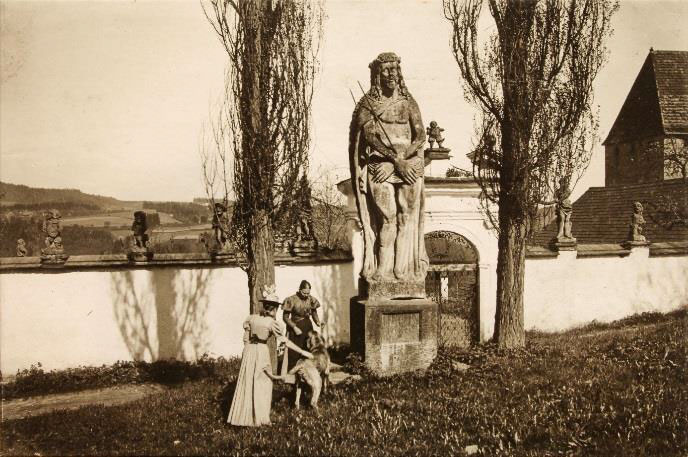
Fotografie Franz Neumann 1900

#### Karmeliterkloster in Regensburg
Von 1677 stammt der Hochaltar der Stadtpfarrkirche Schärding, der allerdings erst 1814 aus dem Karmeliterkloster in Regensburg hierher übertragen wurde.

### Niederösterreich

#### Stift Klosterneuburg
Das Stift Klosterneuburg gab ab 1690 bei Johann Baptist und Johann Peter Spaz, Bildhauer und Brüder (?) in Linz acht Marmoraltäre in Auftrag. 1692 wurden dem kaiserlichen Kammermaler Peter Strudel die Altarblätter bezahlt. Der eigenhändige, von Johann Peter Spaz (Spazio) signierte Altarentwurf ist im Stiftsarchiv erhalten.